# Dennis Patterson
Dennis Patterson, né le 30 décembre 1948 à Vancouver, est un avocat et un homme politique canadien.

## Biographie
De 1979 à 1983, il est député de Frobisher Bay à l'Assemblée législative des Territoires du Nord-Ouest. Il siège ensuite à cette même assemblée comme député d'Iqaluit de 1983 à 1995. Durant ces années, il occupe successivement les fonctions de ministre de l'éducation, de la justice et des affaires municipales. Il occupe le poste de premier ministre des Territoires du Nord-Ouest de 1987 à 1991. Il a dirigé la campagne qui a mené à la création du Nunavut en 1999.
Membre du barreau du Nunavut, il a occupé différents postes de direction d'organisations juridiques. En 2001, il devient consultant privé. Le 27 août 2009, le premier ministre canadien Stephen Harper le nomme sénateur pour le Nunavut.